# Mémorial du génocide de Nyundo
Le mémorial du génocide de Nyundo commémore le massacre de masse des Tutsi qui s’est déroulé en avril 1994 à Nyundo, dans la Province de l’Ouest du Rwanda, près de Rubavu, lors du Génocide de 1994 perpétré contre les Tutsi au Rwanda.

## Emplacement

### Localisation
Le mémorial du génocide de Nyundo se trouve à Nyundo, dans le district de Rubavu, dans la province de l’Ouest, à proximité de la cathédrale de Nyundo, sur la rive de la rivière Sebeya,.

### Contexte
| \| 150 km1:3 445 000 \| Kibuye Gisenyi Bisesero Ntarama Kigali Nyamata Murambi Rusiga |
| 150 km1:3 445 000                                                                     |

| Mémoriaux du génocide des Tutsis au Rwanda |
| (2018) Année d'inauguration                |

Le Mémorial du Génocide de Nyundo fait partie d'un ensemble de nombreux sites commémoratifs, tombes communes présents sur le territoire du Rwanda et en dehors, liés au génocide de 1994. 
Quelques sites commémoratifs font partie du patrimoine mondial de l'UNESCO.

Communes du Rwanda en 1994

## Histoire
Le site de Nyundo est l’un des principaux lieux de massacres du génocide contre les Tutsi dans la région de Gisenyi (aujourd’hui Rubavu). En avril 1994, de nombreux Tutsi cherchant refuge à la mission catholique de Nyundo ont été tués après avoir été encerclés et attaqués par les milices et les forces gouvernementales. Le mémorial regroupe les dépouilles d’environ 2 100 victimes. Il est créé après le génocide pour honorer les victimes et servir de lieu de mémoire, de recueillement et d’éducation.

## Particularités
Le mémorial de Nyundo est situé près de la cathédrale historique de Nyundo, premier siège épiscopal catholique du Rwanda. Il comprend un ossuaire, des plaques commémoratives portant les noms des victimes identifiées, ainsi que des témoignages recueillis auprès des survivants.
Le site accueille régulièrement des cérémonies commémoratives, notamment lors de la période du Kwibuka.
Des associations de rescapés, comme Ibuka, militent pour la préservation du mémorial et la transmission de l’histoire de Nyundo aux jeunes générations,.